# 世界びっくり旅行社
『世界びっくり旅行社』（せかいびっくりりょこうしゃ）は、2009年5月5日よりNHK総合テレビで年に数回放送された法律番組である。日本国外の国々の法律を取り扱う。
当記事では、パイロット版『世界おもしろ法律旅行』（せかいおもしろほうりつりょこう）、レギュラー放送版『びっくり法律旅行社』（びっくりほうりつりょこうしゃ）、同コンセプトの番組『モンダイな条文〜世界の“謎ルール”〜』についても併せて記述する。

## 概要
この番組シリーズのコンセプトは、俳優の児玉清が社長・オーナーを務める架空の旅行会社「児玉トラベル」を舞台に、海外旅行に出かけようとする人を対象に、世界各国の法律やルール・マナーについて解説する、というものである。後述のとおり、海外にも放送されることから現地に滞在または海外旅行で現地を訪問中の日本人にも海外安全情報とともに必見・重要な情報番組ともされる。
番組は、NHKが関連団体 を通さず、直接外部の製作プロダクションに製作を委託する方式の番組を募集した企画の一環で、定時放送はこれが初の試みである。フジテレビジョン関連の子会社・フジクリエイティブコーポレーション（FCC）が製作する。MCの児玉は、NHKの番組ではこれまでにドラマや衛星放送のドキュメンタリー番組『あの日 昭和20年の記憶』（2005年放送）の数回出演、BS2→BSプレミアムで放送された『週刊ブックレビュー』の番組司会 はしたことがあるが、NHKの地上波でのMCは初経験であった。

## 番組の歴史
2007年5月5日の深夜 24:10 - 24:40（JST）に、元の企画となったパイロット版『世界おもしろ法律旅行』を放送、これが本番組の起源である。

### レギュラー化
パイロット版の放送から5カ月後の2007年10月5日、『びっくり法律旅行社』として、原則隔週金曜日の23:00 - 23:30枠でレギュラー放送をスタート、2008年度は放送曜日を木曜日の23:00 - 23:30枠へと移動、さらに毎週の放送へと拡大し、2009年3月12日まで放送された。
このレギュラー化に際し、児玉はそのまま「児玉トラベル」のオーナー（MC）として続けて出演したが、主任はパイロット版の八木亜希子からNHKアナウンサー（当時）の黒崎めぐみへと交代した。さらに、パイロット版ではバックパッカーとして登場したタカアンドトシは、「児玉トラベル」の見習い社員として登場することになり、再特番化後もこの設定・出演者陣は守られる。
2007年12月28日の放送に関しては、放送時間帯が通常の23時台前半ではなく、ゴールデンタイムの19:30 - 20:40に繰り上がり、“世界一周の旅スペシャル”と題し、年末特番扱いとして放送された。NHKワールド・プレミアムでも日本国内と同時放送を行い、2008年1月14日の成人の日でも総合テレビで10:45 - 11:54に再放送された。
レギュラー放送は、国内では総合テレビで放送したほか、海外向けのNHKワールド・プレミアムでも放送された。また、アナログ放送・海外向けの放送は映像サイズが14:9であった。

### 再び特番へ
レギュラー放送は2009年3月12日で終了し、2009年春より不定期での放送に移行、同時にタイトルも『世界びっくり旅行社』へと再改題した。また法律に関する紹介は少なくなり、風変わりな旅行の紹介に特化された。第1弾は2009年の大型連休（5月5日）に放送 され、以後、年数回ペースで放送される。

### 児玉清の死、しばらくの中断
2011年5月16日、パイロット版時代から司会（児玉トラベル：オーナー役）を務めた児玉が胃癌のため77歳で逝去した。児玉がオーナーとして出演したのは同年1月2日放送の『2011お正月特別営業スペシャル』を以って最後となった。
2011年は正月特番を放送したのみで、3月（2010年度末）に発生した東北地方太平洋沖地震（東日本大震災）や、上述の通り児玉の死去などにより、2011年度の制作・放送は見送られた。
後述するリニューアルに伴い、児玉時代のレギュラー（従業員）だったタカアンドトシはそのまま降板（退社）し、同時に「コダマくん」も姿を消した。

### リニューアル復活、終了とその後
児玉の一周忌となる2012年より、2代目司会（オーナー）として江口洋介を迎え、およそ1年ぶりの再開となった。江口のほか、新たなレギュラー（従業員）としてオードリーが加入（入社）、黒崎はそのまま主任として続投した。江口は「児玉さんとは違う、僕なりのカラーを出せれば。ある種、自分で体験しながら、映像で発信していきたい」と抱負を語った。
リニューアルにより、番組の舞台となる旅行社の社名も「江口トラベル」に改称。営業初回となった「新装開店スペシャル」は2012年3月27日 19:30 - 20:45で放送予定だったが、放送中に岩手県沖を震源とする地震が発生したことにより緊急地震速報が出され、20時頃より15分間地震関連の臨時ニュースで番組が中断した。なお東北地方ではその後も20:45まで臨時ニュースが続き再開することなく終了した。一部地域では4月7日 16:00 - 17:15に再放送されたが、肝心の東北地方などでは放送されず、最終的に本放送から1カ月余り後の4月30日 2:05 - 3:20（29日深夜）に全国ネットで改めて放送することとなった。なおNHKワールド・プレミアムは予定通り3月29日に放送され、本番組を事実上国際放送が先行放送するという形となった。また、本番組が終了した後も20:43から2分間、再び地震関連の臨時ニュースを放送した。
2014年3月28日をもって本シリーズは終了（江口トラベルが会社解散）した。なお、番組終了は当日放送の番組内にて発表された。こうして、約7年に亘る歴史に幕を下ろした。
本番組終了後、本番組と同様に世界各国の法律を扱った特別番組として『モンダイな条文〜世界の“謎ルール”〜』が6年後となる2020年2月11日に第1回目が放送（19:57 - 20:42）され、同年8月27日に第2回目が放送（19:57 - 20:42、関西地方は除く）された。同特番の司会にはバカリズム、天の声（ナレーター）を山崎弘也（アンタッチャブル）が務め、ゲストパネラーとして田中みな実（1回目、2回目）、石原良純（1回目）、澤部佑（ハライチ）(1回目）、陣内智則（2回目）、柴田理恵（2回目）が出演した。

## 放送時間
ここでの時刻表記は、すべて日本時間とする。
パイロット版
- 総合テレビ：2007年5月5日 24:10 - 24:40

レギュラー放送時代
2007年度下期
- 総合テレビ、NHKワールド・プレミアム：隔週金曜日 23:00 - 23:30
NHKワールド・プレミアムでは、編成の都合で時差放送となる場合もある（たいていはこの時間、『BS日本のうた』か『BSふるさと皆様劇場』が放送される）。

2008年度
- 総合テレビ：毎週木曜日 23:00 - 23:30、毎週水曜日 15:15 - 15:45（再放送）
- 衛星第2テレビ：月曜日 16:00 - 16:30（国会中継など特別編成がある場合は休止となるため不定期放送扱いとなる）
- 国際放送・NHKワールド・プレミアム：毎週日曜日 19:30 - 20:00

単発移行後
- 第1回：2009年5月5日 19:30 - 20:45
- 第2回：2009年8月11日 19:30 - 20:45
- 第3回：2009年12月21日 19:30 - 20:40
- 第4回：2010年8月17日 19:30 - 20:45
- 第5回：2011年1月2日 21:00 - 22:10
- 第6回：2012年4月7日 16:00 - 17:15、2012年4月30日 2:05 - 3:20
- 第7回：2012年8月22日 19:30 - 20:45
- 第8回：2012年9月20日 20:00 - 20:45
- 第9回：2012年12月30日 19:30 - 20:45
- 第10回：2013年3月26日 19:30 - 20:45
- 第11回：2014年3月28日 19:30 -20:45

## 出演者
社長兼オーナー
- 児玉清 - 「児玉トラベル」社長兼オーナー：番組開始 - 2011年1月（同年5月16日死去）
- 江口洋介 - 「江口トラベル」社長兼オーナー：2012年4月 - 最終回

主任
- 八木亜希子（フリーアナウンサー、元フジテレビアナウンサー）：パイロット版
- 黒崎めぐみ（当時NHKアナウンサー）：レギュラー版以降（名古屋局へ異動後も出演）

見習社員
- タカアンドトシ - パイロット版「バックパッカー」→レギュラー化以降「見習社員」：「児玉トラベル」時代
- オードリー（若林正恭・春日俊彰）：「江口トラベル」時代

その他
- 猿田佐世（国際弁護士、パイロット版のみでコメンテーターとして登場）

声の出演
- 今村直樹：ナレーション、コダマくん
- 富沢美智恵：ナレーション
本放送時はクレジットされなかったが、2009年5月5日のSPに放送された時からクレジットされた。

## とりあげた場所とゲスト
世界おもしろ法律旅行（パイロット版）
- 高橋ジョージ・三船美佳
- 山本梓・関根麻里

びっくり法律旅行社（レギュラー放送時代）
| 回数     | 放送年月日     | 場所                                  | ゲスト                                                                                       |
| -------- | -------------- | ------------------------------------- | -------------------------------------------------------------------------------------------- |
| 第1回    | 2007年10月5日  | ニューヨーク                          | 小堺一機、浅田美代子、井上和香                                                               |
| 第2回    | 2007年10月19日 | ローマ                                | 石原良純、山口もえ、大沢あかね                                                               |
| 第3回    | 2007年11月9日  | バンコク                              | 萩原流行、ほしのあき、SHEILA                                                                 |
| 第4回    | 2007年12月7日  | フランクフルト                        | 細川茂樹、松本伊代、安田美沙子                                                               |
| 第5回    | 2007年12月21日 | フィンランドと世界のクリスマス        | ルー大柴、眞鍋かをり、和希沙也                                                               |
| 年末特番 | 2007年12月28日 | 世界一周の旅スペシャル                | 井上順、三船美佳、高橋ジョージ、麻木久仁子、金子昇、髙田万由子、ザ・たっち（たくや・かずや） |
| 第6回    | 2008年1月11日  | サンフランシスコ                      | 阿藤快、堀ちえみ、南明奈                                                                     |
| 第7回    | 2008年1月25日  | 台湾                                  | ブラザートム、瀬川瑛子、夏川純                                                               |
| 第8回    | 2008年2月8日   | オーストラリア                        | 小柳ルミ子、高田延彦、田丸麻紀                                                               |
| 第9回    | 2008年2月22日  | シンガポール                          | 井森美幸、林家いっ平、マリエ                                                                 |
| 第10回   | 2008年3月7日   | 成田国際空港                          | 成田空港で働く人たち                                                                         |
| 第11回   | 2008年4月3日   | ニューヨーク                          | 和田アキ子、佐々木主浩、矢口真里                                                             |
| 第12回   | 2008年4月10日  | マチュ・ピチュ                        | 森口博子、 ビビる大木、森下千里                                                              |
| 第13回   | 2008年4月17日  | 上海                                  | 磯野貴理、彦摩呂、ローラ・チャン                                                             |
| 第14回   | 2008年4月24日  | パリ                                  | 秋野暢子、KABA.ちゃん、矢沢心                                                                |
| 第15回   | 2008年5月1日   | ソウル                                | はしのえみ、ジャガー横田・木下博勝夫妻、品川祐（品川庄司）                                   |
| 第16回   | 2008年5月15日  | スイス                                | 黒沢年雄、坂下千里子、磯山さやか                                                             |
| 第17回   | 2008年5月22日  | プーケット                            | 小林幸子、半田健人、熊田曜子                                                                 |
| 第18回   | 2008年5月29日  | ロサンゼルス                          | 石田純一、斉藤慶子、里田まい                                                                 |
| 第19回   | 2008年6月5日   | ロンドン                              | 朝丘雪路、假屋崎省吾、山本モナ                                                               |
| 第20回   | 2008年6月12日  | カナダ・ナイアガラ                    | 奈美悦子、土田晃之、にしおかすみこ                                                           |
| 第21回   | 2008年6月19日  | 香港                                  | 松居一代、香田晋、安めぐみ                                                                   |
| 第22回   | 2008年6月26日  | スペイン・マドリード                  | 中村玉緒、野々村真、森泉                                                                     |
| 第23回   | 2008年7月10日  | マイアミ・フロリダ                    | 五月みどり、高知東生、ギャル曽根                                                             |
| 第24回   | 2008年7月17日  | ベネチア                              | 渡辺正行、榊原郁恵、松井絵里奈                                                               |
| 第25回   | 2008年7月24日  | バリ島                                | 高橋克実、IKKO、山田まりや                                                                   |
| 第26回   | 2008年8月28日  | ベルリン                              | 春風亭小朝、渡辺えり、藤本美貴                                                               |
| 第27回   | 2008年9月4日   | マレーシア                            | 冨士眞奈美、笑福亭笑瓶、島崎和歌子                                                           |
| 第28回   | 2008年9月11日  | メキシコ                              | 片岡鶴太郎、宮崎美子、はるな愛                                                               |
| 第29回   | 2008年9月25日  | ベトナム                              | ラサール石井、YOU、山田邦子                                                                  |
| 第30回   | 2008年10月9日  | グアム                                | 綾小路きみまろ、萬田久子、MEGUMI                                                             |
| 第31回   | 2008年10月16日 | ギリシャ                              | 松崎しげる、八代亜紀、山田花子                                                               |
| 第32回   | 2008年10月23日 | 台湾                                  | 研ナオコ、川合俊一、小倉優子                                                                 |
| 第33回   | 2008年10月30日 | フィレンツェ                          | 野川由美子、三田村邦彦、柴田理恵                                                             |
| 第34回   | 2008年11月6日  | マカオ                                | 秋吉久美子、モト冬樹、雛形あきこ                                                             |
| 第35回   | 2008年11月13日 | 秋のおさらいスペシャル                | なし                                                                                         |
| 第36回   | 2008年11月20日 | ハワイ                                | ピーター、天童よしみ、篠山輝信                                                               |
| 第37回   | 2008年11月27日 | エジプト                              | 京唄子、松嶋尚美、金子貴俊                                                                   |
| 第38回   | 2008年12月4日  | ペルー・ナスカ                        | 美川憲一、高嶋ちさ子、つるの剛士                                                             |
| 第39回   | 2008年12月11日 | ウィーン                              | 山村紅葉、関根勤、真琴つばさ                                                                 |
| 第40回   | 2008年12月18日 | クリスマスSP                          | 中尾彬、西川史子、大島麻衣（AKB48）、板野友美（AKB48）                                       |
| 第41回   | 2009年1月8日   | ニュージーランド                      | 高橋英樹、西村知美、佐藤藍子                                                                 |
| 第42回   | 2009年1月15日  | スペイン・マドリード                  | 中村玉緒、野々村真、森泉                                                                     |
| 第43回   | 2009年1月22日  | カンボジア                            | 寿美花代、陣内智則、千秋                                                                     |
| 第44回   | 2009年1月29日  | マニラ・セブ島                        | 正司照枝、山本高広、東原亜希                                                                 |
| 第45回   | 2009年2月5日   | カナダ・バンクーバー                  | ヨネスケ、青田典子、柳原可奈子                                                               |
| 第46回   | 2009年2月12日  | タヒチ                                | 東ちづる、有吉弘行、優木まおみ                                                               |
| 第47回   | 2009年2月19日  | 韓国・ソウル                          | 赤木春恵、カンニング竹山、小阪由佳（現地レポーターとしてヘリョンも登場した）                 |
| 第48回   | 2009年2月26日  | トルコ・イスタンブール                | 中村メイコ、ザブングル（加藤歩・松尾陽介）、エド・はるみ                                     |
| 第49回   | 2009年3月5日   | マチュ・ピチュ                        | 森口博子、ビビる大木、森下千里                                                               |
| 第50回   | 2009年3月12日  | トラベラーチェック おさらいスペシャル | なし                                                                                         |

世界びっくり旅行社（単発特番）
| 放送回                       | 放送年月日               | 場所                                       | ゲスト                                                           |
| ---------------------------- | ------------------------ | ------------------------------------------ | ---------------------------------------------------------------- |
| 春の大型連休SP               | 2009年5月5日             | モロッコ、ニューヨーク、台湾、ローマ       | 大沢あかね、小堺一機、森永卓郎、あき竹城、高木美保、スザンヌ     |
| 夏休みSP                     | 2009年8月11日            | イタリア、グアム、韓国                     | 石田純一、多岐川裕美、多岐川華子、假屋崎省吾、松嶋尚美           |
| 冬の特別営業SP               | 2009年12月21日           | ナミビア、イタリア・アルベロベッロ         | 笹野高史、飯島直子、中山秀征、柳原可奈子                         |
| 2010夏休み特別営業スペシャル | 2010年8月17日            | クロアチア、ソウル、ロサンゼルス           | 冨士眞奈美、温水洋一、山口智充、国仲涼子                         |
| 2011お正月特別営業スペシャル | 2011年1月2日             | イタリア・ベローナ、シンガポール           | 松坂慶子、久本雅美、石田純一、東尾理子、つるの剛士、栗山千明     |
| 新装開店スペシャル           | 2012年3月27日（4月30日） | イタリア・シチリア、ドイツ                 | 冨士眞奈美、恵俊彰、荒川静香、優木まおみ、YOU                    |
| 2012夏休み特別営業スペシャル | 2012年8月22日            | ベトナム・ホイアン、ニューヨーク           | 比嘉愛未、篠山輝信、あき竹城、薬丸裕英、冨永愛                   |
| 2012秋の特別営業スペシャル   | 2012年9月20日            | フィレンツェ、アメリカ・サンタ・カタリナ島 | 釈由美子、スギちゃん                                             |
| 2012年末特別営業スペシャル   | 2012年12月30日           | イスタンブール、マイアミ                   | 名取裕子、スギちゃん、柳原可奈子、黒谷友香、さかなクン           |
| 2013春の特別営業スペシャル   | 2013年3月26日            | カナダ・バンクーバー島、フィリピン・ビガン | 中尾明慶、大地真央、小野武彦、YOU、福田沙紀                      |
| 2014春の特別営業スペシャル   | 2014年3月28日            | イタリア・イブレア                         | 夏菜、武田鉄矢、かたせ梨乃、ピエール瀧（電気グルーヴ）、菊地亜美 |

## 番組の基本的な流れ（レギュラー放送時代）
一部の例外を除き、だいたい次のような流れで番組が進行された。
- 初期は児玉が世界にはさまざまな法律やルールがある旨を語った後、「世界のさまざまなルールを知らないあなた。渡航禁止!!」と×印を指で描きながらコールした。2008年11月以降は序盤のトラベラーチェックのVTRが入る前に児玉トラベルの従業員が全員一斉にコールした。
2009年1月以降は冒頭で児玉→トシ→タカの順でゲスト一人を指名してその回のテーマとなる場所にちなんだクイズを出していく。児玉とトシは普通の問題を出題するが、タカだけがネタの問題（オチ）を出題し、タカから出題されたゲストがけげんな表情で回答したり（ボケる）、トシがタカに突っ込むのがお約束になる（ただし、過去に1度だけ失敗したことがある）。
- 3人のゲスト（男女混合）がお客様として児玉トラベルを訪れ、行きたい場所（その回のテーマとなる場所）を述べる。
- その場所の見所が黒崎によって紹介された後、オーナーの児玉がゲストに、その場所の法律やルール、マナーを知っているかどうかを問う。
- ゲストがあまり知らないと知るや、児玉はそのことを「残念です」と言い、ゲストをその場所への旅行に案内することはできない、日本から出国させることもできない、しまいには町内一周や席から立ち上がること、目的地の名前とシャレになっている行為をすることなどさえ許されなくなってしまう。ゲストのパスポートを黒崎を通じて児玉に渡し、手品を絡めて強制的に没収した。そして児玉は「これから法律をしっかり学んでいただきます。それが我が児玉トラベルのルールだからです。断言!」と大げさなジェスチャーを交えて言った。このとき没収したパスポートは番組終了間近に返還される。2007年末の特番では没収のかわりに複数あった赤のパスポートから1枚しかない金のパスポートに変わった。
2008年4月放送分以降は、次のような流れになる。まず、児玉が「○○へ行きたいですか?」とゲストに尋ね、そして当然、ゲストは「行きたいです」と返事をする。児玉は知らない法律がたくさんあることを理由に「ダメ!」と強い口調で言い（通行止めの標識に似せた記号に「ダメ」と書かれている。過去にはそれぞれ「だんめ」（児玉が北国の訛りの口調で）や「ハマらせません」、「行かせません」というのもあった）、「なぜならば、あなた方はまだ知らない法律やルールがたくさんあるからです。ここでしっかりと学んでいただかないかぎりは○○（目的地）おろか××（目的地とシャレになっている行為）することも許しません。それが我が児玉トラベルのルールだからです。断言!」と言う。この時、「断言!」と言うのと同時に、拳を握った右手を上から垂直に下に下げ、続いて水平右方向に動かす（右手でL字型を描く）ジェスチャーを行った。この時、タカも児玉と並んで「断言!」のジェスチャーをやるようになり、トシが「お前はやらなくていいんだよ!」と突っ込んでいた。「断言」のテロップもされる。
2008年9月放送分以降はスタジオ内が暗くなりかける上、パトランプが光り、最後に児玉トラベルの従業員が全員一斉に「断言!」と言うようになった。また、「断言!」と言う時に行っていたジェスチャーも、空手の正拳突きの要領で、右拳を最初に前に突き出し、続いて右拳を引っ込めるのと同時に左拳を突き出す動作に変更になった。さらに画面右上には、「びっくり法律＆ルールをトラベラーチェック!」と表記されるようになった。
  - 2008年11月放送分以降はこれまではオープニングで児玉が行っていた「世界のさまざまなルールを知らないあなた。渡航禁止!!」というコールも児玉トラベルの従業員が全員一斉に言うようになった。
- トラベラー・チェック
現地で撮影したVTRが流れ、VTR中でその場所の法律やルール、マナーに違反している行動をゲストが当てる。基本的に違反の行動は一つだけだが、まれに全ての行動が違反である場合がある。また特別に現地の警察や役所の許可を得ている旨のテロップが流れる。
- タカアンドトシがフリップを使用してその場所の法律やルール、マナーを紹介。
- 最後はもしその国へ行ったらという想定の元、どこでも駐在員の「コダマくん」（人形による操作）により現地を旅行する。初期はゲストの顔写真（小堺一機など）をお面のように顔につけた人物が現地を旅行した後、コダマ君が登場した。
- すべての解説が終了した後、児玉は旅のプランを話し合おうとゲストに提案する。
- 社長室らしき部屋に移り児玉によるコメントを述べた後、番組は終了する。

## スタッフ
- テーマ曲：平井真美子
- 構成：舘川範雄、ヒロハラノブヒコ、栗坂祐輝
- ディレクター：中村秀和、菊地泰子、稲本祐子、小川真吾、大江隆元、岡真夕、広江孝吉
- 技術：馬場雄二
- 撮影：三瓶由佳
- 照明：野崎政克
- 映像技術：鈴木貴裕
- 編集：豊川勇
- 音響効果：西山知史
- 美術：武田方征
- CG：近藤真紀子
- アシスタントプロデューサー：香川かおり
- 演出：増當一也
- プロデューサー：笹谷隆司
- 制作統括：蜂谷初人
- 制作・著作：NHK、FCC

## 書籍
- NHKびっくり法律旅行社 世界の法律＆マナートラベルガイドブック（2008年12月31日発売、徳間書店 ISBN 978-4-198-62652-5）